# Перстневидные клетки

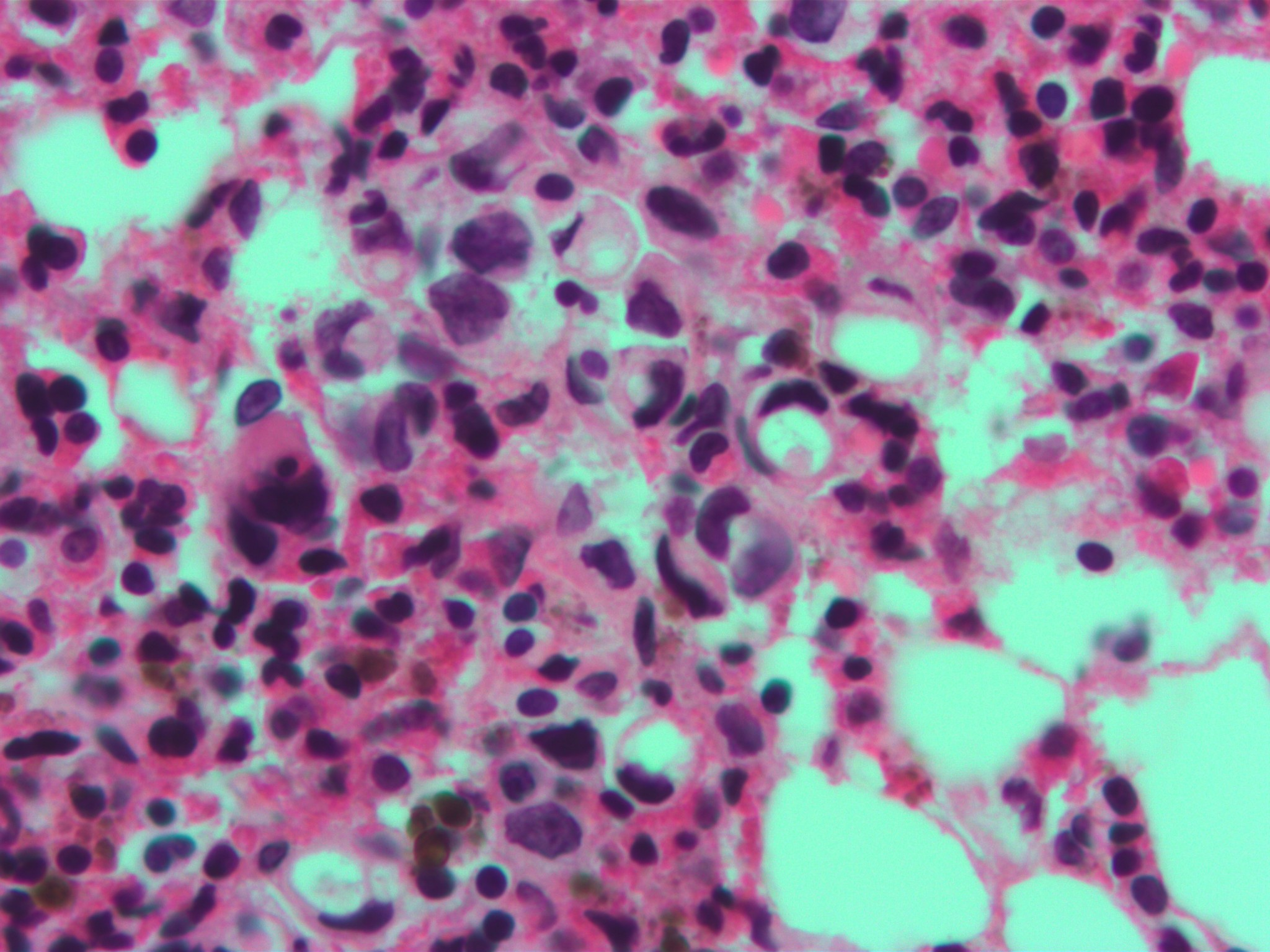
На микрофотографии изображены перстневидные клетки, с прозрачной цитоплазмой обнаруженные в метастазирующем раке груди. Окраска гематоксилином и эозином.

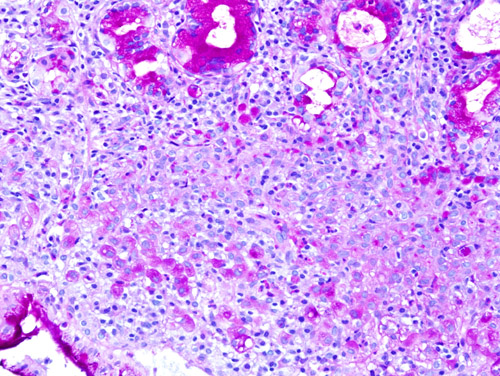
Перстневидные клетки (пурпурный цвет). Окраска по Шиффу йодной кислотой в карциноме желудка с перстневидными клетками.

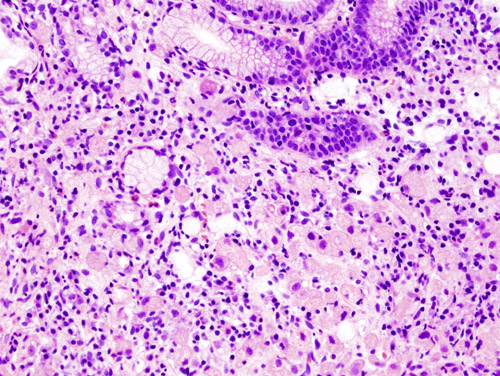
'Карцинома желудка с перстневидными клетками. Окраска гематоксилином и эозином.

В гистологии перстневидными клетками называют клетки с большой вакуолью. Перстневидные клетки являются злокачественными и, как правило, обнаруживаются в карциномах.
Перстневидные клетки наиболее часто выявляются при раке желудка, однако могут возникать в любом типе тканей, включая простату, мочевой пузырь, жёлчный пузырь, молочные железы, толстый кишечник, строму яичников и тестикулы.